# Приход Святейшего Сердца Иисуса (Улан-Удэ)
 Приход Святейшего Сердца Иисуса г. Улан-Удэ  — приход Иркутской Епархии Святого Иосифа, Римско-Католической Церкви, находящийся в городе Улан-Удэ.

## История

### Новый католический храм

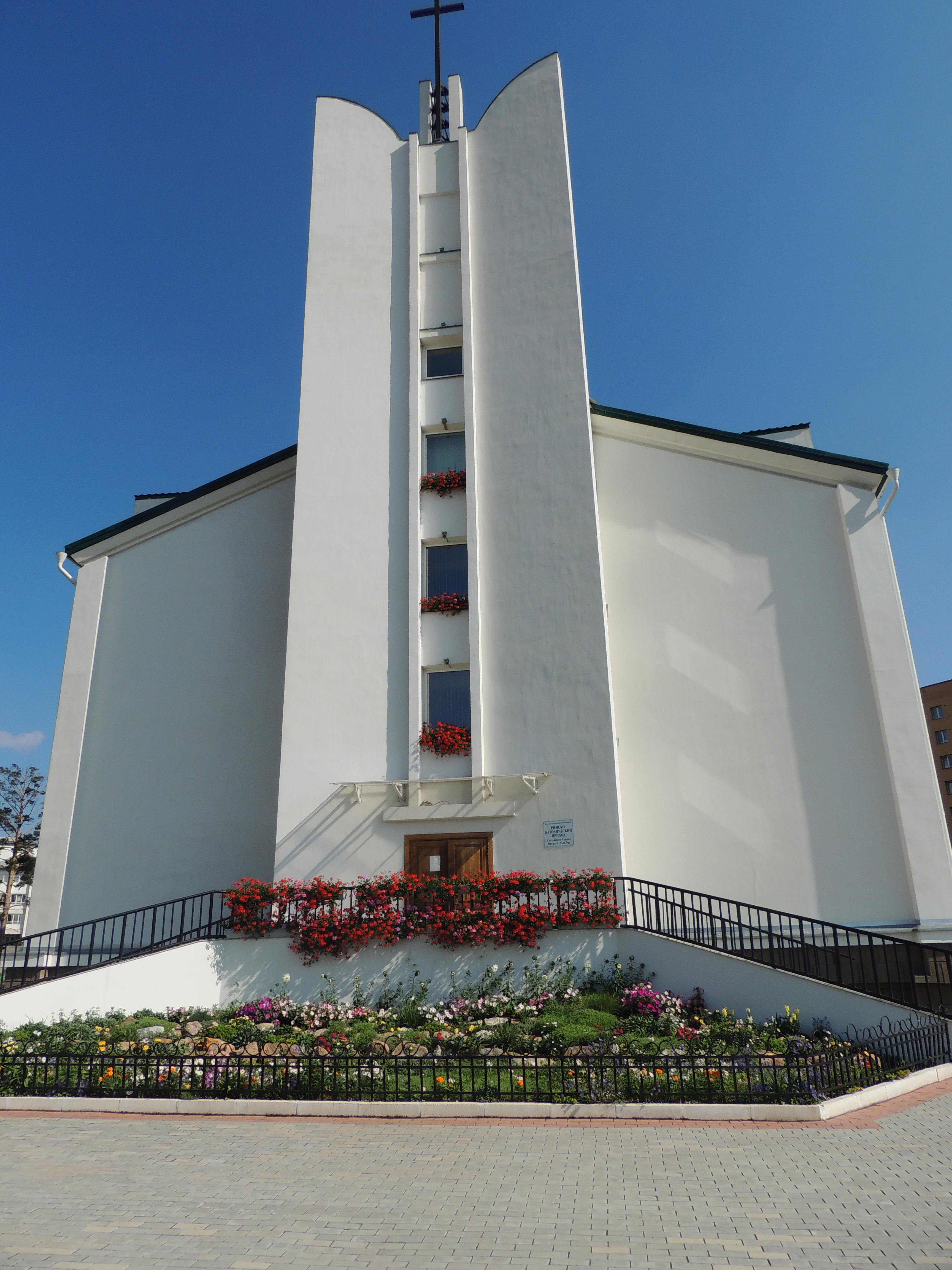
Вход

В 2002 году в городе Улан-Удэ была начата постройка католического храма.
Обряд освящения совершил Его Преосвященство епископ Кирилл Климович 5 июня 2005 года.

### Исторический католический храм Улан-Удэ
В начале XX века инициаторами строительства храма выступили верхнеудинские католики В.И. Залевский, И.Л. Гейзе, Г.Л. Хросцицкий. В 1907 году они написали прошение в городовую управу о выделении участка земли под строительство храма.
Освящение костела состоялось 24 июля 1909 года. Обряд освящения совершил могилёвский епископ Ян Цепляк. Католический храм просуществовал 21 год.
В 1930 году костёл в Верхнеудинске был ликвидирован.